# Diaphorus willistoni
Diaphorus willistoni är en tvåvingeart som beskrevs av Van Duzee 1931. Diaphorus willistoni ingår i släktet Diaphorus och familjen styltflugor. Inga underarter finns listade i Catalogue of Life.